# تپه قره دای
تپه قره دای مربوط به دوران‌های تاریخی پس از اسلام است و در شهرستان همدان، بخش فامنین، روستای قره دای واقع شده و این اثر در تاریخ ۱۱ شهریور ۱۳۸۲ با شمارهٔ ثبت ۹۸۷۹ به‌عنوان یکی از آثار ملی ایران به ثبت رسیده است.